# Marie-Louise Overloop-Zimmer
Marie-Louise Overloop-Zimmer, geboren Marie Louise Zimmer (Sint-Gillis, 11 april 1911 – Ukkel, 5 februari 1989) is een Belgisch textielkunstenares.

## Opleiding
Zij studeerde aan de Nationale Hoogere School voor Sierkunst (Institut Supérieur des Arts Décoratifs), ook wel gekend als La Cambre.
Marie-Louise Zimmer volgde twee opleidingen aan La Cambre. In 1929 studeerde ze af in kunstnijverheid (Ornamentations appliquée aux métiers d’art) en in 1933 in weven en texielontwerp (Tissage).

## Werk
In 1942 werd Zimmer aangesteld als docent weven en tapijtkunst (tissage-tapis-tapisserie). Een functie die ze tot in 1976, toen ze met pensioen ging, heeft uitgeoefend.

## Persoonlijk leven
Marie-Louise Zimmer was gehuwd met Jaques Overloop, met wie ze twee kinderen kreeg.